# Cormano
Cormano es un municipio de la provincia de Milán en Lombardía, y tiene 20284 habitantes.

## Evolución demográfica
| Gráfica de evolución demográfica de Cormano entre 1861 y 2022 |
|                                                               |
| Fuente ISTAT - elaboración gráfica de Wikipedia               |

## Lugares de interés
La Villa de Brusuglio, en la que Alessandro Manzoni vivía durante los veranos con su familia.

## Transportes

### Aeropuerto
Los aeropuertos más cercanos sonos el de Malpensa y el de Linate.

### Conexiones viales
La conexión vial principal es la A4 Turín–Milán–Venecia-Trieste y tiene una salida justamente en Cormano.

### Conexiones ferroviarias
En Cormano hay una estación de ferrocarril de la línea Milán-Séveso operado por Ferrovie Nord.

### Transportes urbanos
En Cormano hay líneas de autobuses que unen el pueblo a Cinisello Balsamo, Sesto San Giovanni, Milán, Cusano Milanino y Limbiate.